# 白日青春
《白日青春》（英語：The Sunny Side of the Street）是一部於2022年上映的香港劇情電影，該部電影由劉國瑞編導，黃秋生、林諾及周國賢主演。 本片入圍第18屆大阪亞洲電影節、第25屆意大利烏甸尼遠東電影節競賽單元。
本片獲得第59屆金馬獎最佳新導演、最佳男主角以及最佳原著劇本獎項，在第41屆香港電影金像獎獲最佳編劇、最佳男主角、最佳新演員及新晉導演四項提名。林諾憑本片獲得2022年度香港電影導演會年度大獎最佳新演員奬以及第41屆香港電影金像獎最佳新演員奬。

## 劇情大綱
本片講述一位在香港出生並成長的巴基斯坦裔男孩哈山（林諾 飾），夢想和家人一同移民到加拿大，但父親（潘文星 飾）卻因車禍意外死亡，讓他移民夢碎。失去父親照顧，哈山加入一個由難民組成的黑幫。後來一名的士司機陳白日（黃秋生 飾）決定協助難民男孩偷渡，展開公路逃亡，躲避警察兒子陳康（周國賢 飾）的追捕。在逃亡過程中哈山對陳白日産生信任，並與他建立有如父子般的情誼。後來，哈山發現白日原來是撞死他爸爸的兇手......究竟哈山會否跟陳白日繼續逃亡？ 

## 演員
| 演員                      | 角色     | 簡介 |
| ------------------------- | -------- | --- |
| 黃秋生                    | 陳白日   | 計程車司機，1970年代與妻子從大陸偷渡到香港，妻子偷渡時溺斃 陳康之父，與兒子關係疏離 愛喝啤酒，導致肝硬化，兒子曾捐出半個肝給他續命 |
| 林諾（Sahal Zaman）       | 莫青春   | 本名哈山 Hassan 香港出生，巴基斯坦裔難民，有近視。 夢想與家人移民到加拿大。 不愛讀書，有偷竊習慣，曾偷竊泳鏡、單車、寵物犬等 父親車禍身亡後，更加入難民組成的黑幫，並在警方一次反黑行動中搶警槍並開了一槍。 因搶槍案而要逃亡，當中獲陳白日相助偷渡，學習駕駛和游泳。 |
| 周國賢                    | 陳康     | 陳白日之子。 自小在大陸長大，與父親分隔兩地，11歳後移民到香港。 警察，與警署高層的女兒蘇雯結婚。 一次執行反黑行動中，發現陳白日和哈山和搶槍案有關。 |
| 潘文星（Inderjeet Singh） | 阿默     | Ahmed 哈山父親，原在巴基斯任律師，因遭受迫害而攜妻子逃亡。 在香港提出免遣返聲請後，生下了兒子哈山，期待一家移居到加拿大。 審核程序耗時十年以上，曾當非法勞工，在車禍中身亡。                                                                                         |
| 喬加雲（Kiranjeet Gill）  | 法蒂瑪   | 哈山之母 在香港提出免遣返聲請後，生下了兒子哈山，之後發現再度懷孕。 免遣返聲請失敗後，被政府遣返回巴基斯坦。 請求陳白日帶哈山離開。 |
|                           | 阿耶莎   | 哈山喜歡的女孩。 在香港提出免遣返聲請後獲批，一家移居到加拿大。 |
| 劉錫賢                    | 黃大仙   | 陳白日之老友。 車房老闆，私下經營走私活動。 |
| 太保                      | 老徐     | 陳白日之友。 船家，以一百萬元的報酬協助哈山偷渡離開香港。 |
| 張同祖                    | 的士大王 | 陳白日之友。 的士公司老闆。 |
| 駱應鈞                    | 蘇sir    | 陳康之岳父。 蘇雯之父。 |
| 區嘉雯                    | 蘇太     | 陳康之岳母。 蘇雯之母。 |
| 趙伊禕                    | 蘇雯     | 陳康之妻 |
| 火火                      | 朱威     | 陳康之下屬及朋友。 警察，負責調查南亞幫非法交易，在追捕過程中被哈山搶去配槍。 |
| 邱萬城                    | 堅哥     | 陳康之下屬。 |

## 製作
- 導演劉國瑞慿此片入選2019年第二屆香港亞洲電影投資會「電影培訓計劃」（Film Lab），其原來的構思是拍「關於一個難民和香港人的公路電影，這個難民終於作出選擇的故事」。[10][11]

- 獲選為香港亞洲電影投資會（HAF）與康城電影市場（Marché du Film）「HAF邁進康城」（Goes to Cannes）合作計劃的「製作中項目（WIP）」計劃之一，於2022年5月22日在法國康城節慶宮 (Palace of Festivals and Congresses of Cannes)進行實體及 marchedufilm.online的缐上放映。[12][13]
- 導演劉國瑞分享，葵涌工業區是《白日青春》的起點，是因為幾個因素。首先，劉的未婚妻住在葵涌，他十分了解這個社區；另外，監製鄭保瑞把自己在葵涌華達工業中心的工作室借他半年用於製作此片。此外，劉和副導演在葵涌的地區中心找到了一群少數族裔素人小童，並一同於中心進行個多月的戲劇訓練。最後，從中挑選了林諾（SahalZaman）飾演此片主角巴基斯坦難民小童莫青春（原名哈山 Hassan），與陳白日（黃秋生飾）展開一段逃亡式的父子情故事。[14]

## 回響

### 評價
此片榮獲第29屆「香港電影評論學會大獎」推薦電影，得獎理由是「兩個世代、兩種身份、兩段父子關係相互對照，人物碰撞環環緊扣，張力逐漸升溫，一夜間爆發。前段刻劃巴基斯坦家庭在港生活的現實困難，自然演出的調度，呈現近年港片罕見對邊緣／異鄉社群的關注視野。後段逐漸集中黃秋生角色救贖視點，結合逐步類型化的格調，帶點偶爾玩樂的喜劇節奏，跟小演員林諾的互動掀起了全片的情感高潮。」
《白日青春》的片名來自袁枚的詩《苔》：「白日不到處，青春恰自來。」意指和煦的陽光照不到的陰影處，依然會有苔蘚長出綠意。此兩句詩在電影場景中多次出現，象征陳白日和莫青春都有「共同的陰影」，看似不同的兩人，包括年齡、香港身份證和生活地位，在香港「外來者」身份這件事上，他們都有話想說。

### 票房
票房收$1,998,180。

## 獎項
| 年度 | 典禮                              | 獎項                           | 入圍者       | 結果 |
| ---- | --------------------------------- | ------------------------------ | ------------ | ---- |
| 2022 | 香港亞洲電影投資會                | 「電影培訓先導計劃」劇本服務獎 | 《白日青春》 | 獲獎 |
| 2022 | 第59屆金馬獎                      | 最佳劇情片                     | 《白日青春》 | 提名 |
| 2022 | 第59屆金馬獎                      | 最佳新導演                     | 劉國瑞       | 獲獎 |
| 2022 | 第59屆金馬獎                      | 最佳原著劇本                   | 劉國瑞       | 獲獎 |
| 2022 | 第59屆金馬獎                      | 最佳男主角                     | 黃秋生       | 獲獎 |
| 2022 | 第59屆金馬獎                      | 最佳新演員                     | 林諾         | 提名 |
| 2022 | 第59屆金馬獎                      | 最佳攝影                       | 梁銘佳       | 提名 |
| 2023 | 第29屆香港電影評論學會大獎        | 最佳男演員                     | 黃秋生       | 提名 |
| 2023 | 第29屆香港電影評論學會大獎        | 推薦電影                       | 《白日青春》 | 獲獎 |
| 2023 | 2022年度香港電影導演會年度大奬    | 最佳新演員                     | 林諾         | 獲獎 |
| 2023 | 第一屆香港網絡影評人HIGHLIGHT大奬 | 最佳新演員                     | 林諾         | 獲獎 |
| 2023 | 第41屆香港電影金像獎              | 最佳編劇                       | 劉國瑞       | 提名 |
| 2023 | 第41屆香港電影金像獎              | 最佳男主角                     | 黃秋生       | 提名 |
| 2023 | 第41屆香港電影金像獎              | 最佳新演員                     | 林諾         | 獲獎 |
| 2023 | 第41屆香港電影金像獎              | 新晉導演                       | 劉國瑞       | 提名 |
| 2023 | 第18屆大阪亞洲電影節              | 競賽電影                       | 《白日青春》 | 待定 |

## 發行
華特迪士尼公司已購入本片獨家版權，並於2023年8月12日晚上9時在Disney+獨家串流上線及迪士尼傳媒旗下衛視電影台獨家首播

## 外部連結
- 白日青春的Facebook專頁
- 互联网电影数据库（IMDb）上《白日青春》的资料（英文）
- 香港影庫上《白日青春》的資料（繁體中文）
- 豆瓣电影上《白日青春》的資料 （简体中文）